# Kat i forklædning
Kat i forklædning (engelsk: Counterfeit Cat) er en britisk animeret action-eventyr-tv-serie, som blev sendt på Disney XD fra 2016.

## Danske stemmer
- Thomas Magnussen som Throckmorton
- Øvrig Medvirkende: Mathias Klenske, Bjarne Antonisen, Laus Høybye, Peter Røschke, Maja Iven Ulstrup
- Instruktør: Jens Davidsen
- Studie: SDI Media